# Focke-Wulf Fw 191
Die Focke-Wulf Fw 191 war ein zweimotoriger deutscher Bomberprototyp von 1941.

## Entwicklung

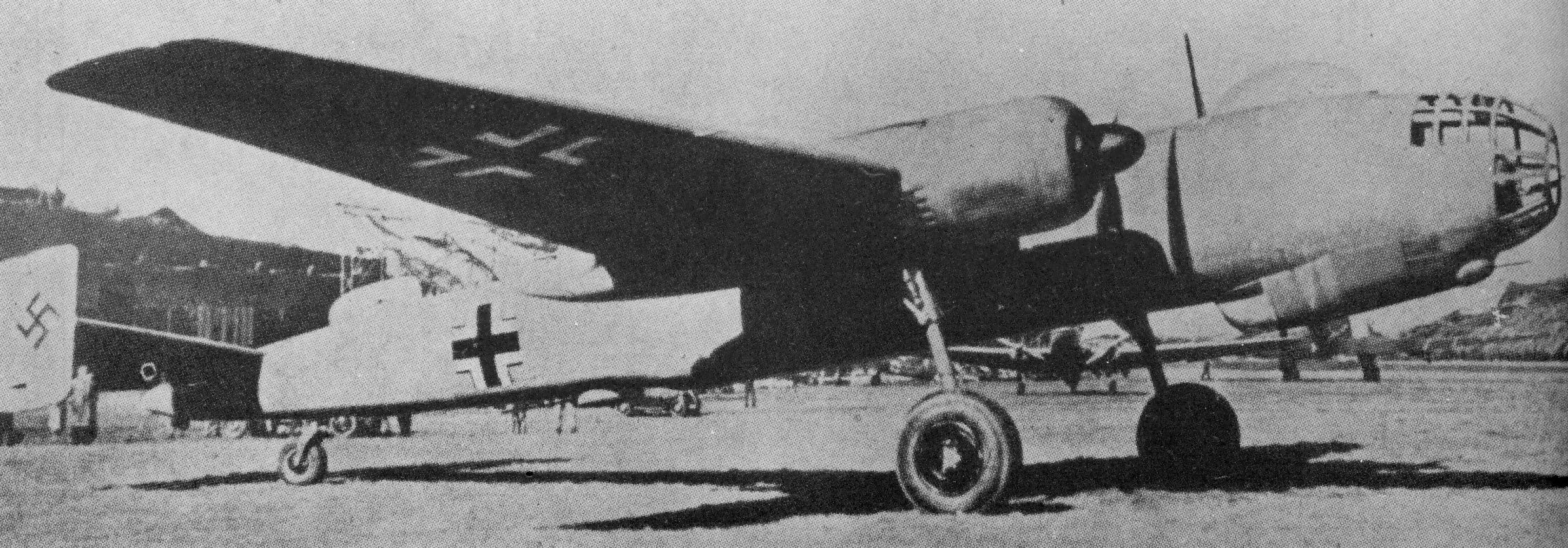
Ebenfalls ein Prototyp der Focke-Wulf Fw 191 A

1939 schrieb die Luftwaffe einen Wettbewerb für ein mittelschweres, sturzflugfähiges Bombenflugzeug aus (Bomber-B-Programm). An der Ausschreibung beteiligten sich neben Focke-Wulf auch Arado (E.340), Dornier (Do 317) und Junkers (Ju 288).
Der Bomber sollte 2000 kg über eine Strecke von 1800 km tragen können sowie 600 km/h in einer Höhe von 7000 m erreichen. Hinzu kam die Forderung nach einer Druckkabine, um in großer Höhe die gegnerische Flugabwehr überfliegen zu können. Der Hintergrund für diese Forderungen war die Vorstellung, Ziele in Großbritannien von Basen in Frankreich und Norwegen aus erreichen zu können.
Das von Erhardt Kosel geleitete Projekt litt von Anfang an unter Motor- und Elektrikproblemen. Als Antrieb war zuerst der 2500 PS leistende 24-Zylinder-Motor Daimler-Benz DB 604 vorgesehen, doch weder dieses Triebwerk noch der später in Betracht gezogene Junkers Jumo 222 mit ähnlicher Leistung standen rechtzeitig zur Verfügung. In die ersten zwei Prototypen wurden deshalb die wesentlich schwächeren BMW-801A-Motoren eingebaut. Der Erstflug der V1 erfolgte am 18. März 1941 mit Kurt Mehlhorn, derjenige der V2 folgte am 8. Januar 1942. Die V3 erhielt als erstes die geplanten Jumo-222-Antriebe. Bei den Vorbereitungen zum Erstflug am 12. September 1942 kam es durch undichte Ölleitungen zu einem Triebwerksbrand, der deshalb auf den 24. Oktober verschoben wurde. Aber auch da kam es beim Startanlauf zu einem Brand des rechten Motors, der die Flugzeugzelle derart beschädigte, dass keine Flugerprobung mit der V3 mehr stattfand. Der letzte realisierte Prototyp, die V6, verfügte ebenfalls über zwei 2200-PS-Jumo-222-Motoren und startete am 17. Dezember 1942 mit Hans Sander erstmals.
Aufgrund von Gewichtsproblemen und schlechten Flugeigenschaften wurden statt zwölf nur vier Prototypen vollendet, die V1, V2, V3 und V6.
Die Besatzung des Schulterdeckers bestand aus vier Mann, die im vorderen Teil der Flugzeugnase Platz fanden. Die Kabine wurde mit Druckluft für große Höhen belüftet. Unter der Flugzeugnase saß ein MG 151, zwei ferngesteuerte MG 151 auf dem Rumpf und zwei ferngesteuerte MG 81 über den Motorgondeln. Ein MG 151Z war unter dem Rumpf angebracht. Der Bombenschacht sowie Halterungen unter den Tragflächen konnten bis zu 4000 kg Bomben oder Torpedos aufnehmen.
Interessant war der Versuch, die gesamte Steuerungsmechanik anstelle von Seilzügen und Gestängen durch Elektromotoren zu realisieren (heutige Bezeichnung: Fly-by-Wire), was sich in der Praxis als sehr störanfällig erwies.
Die Entwicklung der Fw 191 wurde aufgrund der Konstruktionsprobleme ab September 1942 drastisch heruntergefahren, der Bau der restlichen Prototypen abgebrochen und das Programm im Frühjahr 1943 zugunsten der Ju 288 endgültig eingestellt.

## Technische Daten
| Kenngrößen            | Daten (Fw 191 V6) |
| --------------------- | --- |
| Besatzung             | 4 |
| Länge                 | 18,45 m |
| Spannweite            | 25,00 m |
| Höhe                  | 4,80 m |
| Flügelfläche          | 70,5 m² |
| Flügelstreckung       | 11,9 |
| Leermasse             | 10.737 kg |
| Startmasse            | 19.575 kg |
| Antrieb               | zwei Junkers Jumo 222, 2.000 PS (1.471 kW)                                                                                   |
| Höchstgeschwindigkeit | 620 km/h |
| Dienstgipfelhöhe      | 9.700 m |
| Reichweite            | 3.600 km mit 1.800 kg Bombenlast                                                                                             |
| Bewaffnung            | vier 7,92-mm-MG-81- und vier 13-mm-MG-131-Maschinengewehre; zwei 20-mm-MG-151-Maschinenkanonen, 4000 kg Bomben oder Torpedos |